# Blutsbande (Fernsehserie)
Blutsbande (schwedischer Originaltitel: Tjockare än vatten „Dicker als Wasser“) ist eine mehrteilige schwedisch-finnische/-finnlandschwedische Fernsehserie. Sie handelt von der fiktiven Familie Waldemar, die ein Gasthaus auf Åland betreibt. Die 3 Staffeln wurden in Deutschland 2015, 2017 und 2022 auf Arte ausgestrahlt.

## Handlung

### Erste Staffel
Die Familie Waldemar betreibt ein Gasthaus auf Åland, allerdings sind Lasse, der ältere Sohn von Anna-Lisa und dem verschwundenen Mauritz Waldemar, und seine Schwester Jonna seit mehreren Jahren – seit ihrer späten Jugend beziehungsweise frühen Adoleszenz – ausgezogen und leben in Stockholm. Oskar lebt mit seiner Frau Liv und der gemeinsamen Tochter Cecilia im Gasthaus, das er betreibt. Liv ist die Jugendliebe von Lasse.
Lasse und Jonna erhalten Postkarten von der Mutter, in denen sie ihre Kinder zu einer Zusammenkunft in das Elternhaus einlädt. Sie habe etwas Wichtiges mitzuteilen.
Jonna ist erfolgreiche Theaterschauspielerin und lebt mit dem Regisseur Manne Wahlstrom zusammen. Am Theater zu spielen war ihr Kindheitstraum. Auch ihre Mutter spielte früher am Theater, bevor sie sich im Gasthaus niedergelassen hat. Ihr Mann war gewalttätig gegenüber ihr und den Kindern, weshalb Lasse letztlich ausgezogen ist.
Nach der Ankunft von Lasse, dessen Tochter Kim und Jonna flammen alte Konflikte auf und neue entzünden sich. Anna-Lisa bittet im Laufe der Handlung jedes Kind einzeln zu einem Gespräch. Lasse, den Ältesten der Drei, beauftragt sie, er „solle sich um die anderen kümmern“. Oskar sagt sie, es sei „Zeit zu verzeihen“ und Jonna versichert sie, „Jonna sei nicht Anna-Lisa“. Am nächsten Tag begeht Anna-Lisa Suizid, indem sie mit einem Boot auf die Ostsee rudert und sich dort erschießt. Bei der Testamentseröffnung erfahren ihre Kinder, dass das Gasthaus Waldemar seit drei Jahren nicht mehr der Mutter gehört. Sie hat es ihrer Anwältin und Notarin Beatrice Norling geschenkt. Diese wurde von ihr vertraglich verpflichtet, das Gasthaus an einen örtlichen Verein zur Förderung der Segel-Bootsfahrt zu verschenken, wenn Lasse, Oskar und Jonna nicht bis zum Ende der Saison zusammen das Haus bewirtschaften, dabei Gewinn erzielen und keiner der drei die Insel Åland länger als 24 Stunden verlässt.
In der Nebenhandlung entwickelt sich ein Geschehen um das Verschwinden von Mauritz und Gunnar, dem Ehemann der Nachbarin Mildred Pahkinen. Mauritz hatte Streit mit Gunnar und hat ihn bei einer Bootsfahrt im Alkoholrausch erschlagen. Jonna hat dies beobachtet, erzählt Mildred aber erst davon, als Mildred überlegt, ihr Haus an Mikael Rosén zu verkaufen. Mikael ist wohlhabend und hatte bereits Interesse an dem Gasthaus Waldemar gezeigt. Durch das Offenbaren ihrer Beobachtung kann Jonna Mildred vom Verkauf abhalten.

### Zweite Staffel
Zur Vorbereitung der traditionellen Weihnachtsbuffets in Waldemars Gästehaus finden sich der an zweifelhaften Geschäften beteiligte Lasse und die beim Filmproduzenten in Ungnade gefallene Jonna dort ein und treffen auf einen depressiven Oskar. In einer stürmischen Nacht havariert der Geldkurier für Lasse. Ein Mann kann sich aber ungesehen an Land begeben. Lasse nimmt den stattlichen Geldbetrag an sich und lässt das Boot in Flammen aufgehen, um Spuren zu verwischen. Lasse steckt das Geld in die Renovierung der Sturmschäden am Gästehaus. Dank Jonnas Ideen und später auch Livs Unterstützung wird die Weihnachtsveranstaltung ein großer Erfolg.
Zwei Leichenfunde vergrößern die Probleme der Waldemar-Geschwister: Konrad bringt Reste seines Bruders Mauritz beim Eisfischen zutage und droht den Waldemars mit Konsequenzen, während die Wasserpolizei den ertrunkenen Geldkurier findet. Lasse erkauft sich Konrads Schweigen mit – Falschgeld. Oskar erkennt die Zusammenhänge mit dem Geldkurier. Auf dem Eis kommt es zum Handgemenge zwischen Konrad und der vergeblich vermittelnden Jonna, bei dem Konrad nach einem Gewehrschuss in das eiskalte Wasser fällt. Die Waldemar-Geschwister unternehmen nichts zu seiner Rettung und verbrennen anschließend nachts die Reste ihres Vaters Mauritz mitsamt Dokumenten und Notizen.
Liv, unzufrieden in ihrer Ehe, hat sich auf unbekannte Zeit und mit unbekanntem Ziel auf Reisen begeben. In dieser Zeit bandelt Oskar mit der ledigen Pastorin Petra an, die sich Hoffnungen auf eine dauerhafte Beziehung macht. Als Liv unverhofft zurückkehrt, trifft sie auf eine spannungsgeladene Atmosphäre, in der jeder etwas zu verbergen hat und Lasse seinerseits beide Frauen betrügt und belügt. Kim findet im Haus der Pahkinens einen jungen Mann mit Schussverletzung vor, den Esten Andrus, und nimmt sich heimlich seiner an. Lasse versucht auf Teufel komm raus, das Falschgeld in Umlauf zu bringen. Als die Polizei entdeckt, dass Falschgeld in Umlauf ist, fährt er mit dem Handwerker Wille Ek, der ihnen bei der Reparatur des Hauses hilft, nach Helsinki, um das Falschgeld gegen echte Währung zu tauschen. Die Abnehmer des Geldes wollen sich mit dem Falschgeld davon machen, ohne zu zahlen. Wille gelingt es jedoch, mit Einsatz seiner Schusswaffe, die Dealer zu vertreiben und das Geld an sich zu nehmen. Lasse kann endlich die Verbindlichkeiten begleichen. Oskar holt Tochter Cecilia von der Fähre ab, da sie bis kurz vor Weihnachten in der Schauspielschule war. Er bemüht sich, ihr gegenüber den Schein zu wahren, und hofft dabei auf die Versöhnung mit Liv.
Die drei Geschwister Lasse, Oskar und Jonna machen sich Gedanken über die Zukunft von Waldemars Gästehaus, während Liv Lasse mit seiner Vaterschaft konfrontiert. Wie es seine Art ist, reagiert er zunächst ungehalten, um sich später dafür zu entschuldigen. Die naive Kim gibt Andrus nicht nur frische Kleidung, sondern auch eine Waffe, die sie bei ihrem Vater gefunden hat. Andrus realisiert sofort, dass es seine Waffe vom Schiff ist, nimmt sie an sich und fordert von Lasse das Geld zurück. Bei der Übergabe lässt er sich jedoch überwältigen und verschwindet mit einer Entschuldigung. Bei Jonna läuft es unterdessen als Einziger rund, da sie nicht nur eine Zusage der neuen Filmproduzentin erhält, sondern auch eine reizende Einladung von Wille. Am Heiligen Abend in familiärer Runde ergreift der stark alkoholisierte Oskar das Wort, bewirft Liv und Lasse mit Dreck und überwirft sich sogar mit seiner geliebten Cecilia. Das Auftauchen der Polizistin Laura Nord noch am selben Abend mit Indizien zum Tod von Konrad macht die Tragik perfekt. Schweren Herzens verlassen alle das Gästehaus, das nun an Mikael Rosén überginge, wenn es nicht Oskar in Flammen aufgehen ließe...

## Besetzung und Synchronisation
Die Synchronisation der Serie wurde bei der Interopa Film nach einem Dialogbuch und unter der Dialogregie von Michael Nowka erstellt.
| Rolle              | Schauspieler       | Synchronsprecher           | Rollenbeschreibung                       |
| ------------------ | ------------------ | -------------------------- | ---------------------------------------- |
| Lasse Waldemar     | Björn Bengtsson    | Sven Gerhardt              | älterer Bruder                           |
| Oskar Waldemar     | Joel Spira         | Kim Hasper                 | jüngerer Bruder                          |
| Jonna Waldemar     | Aliette Opheim     | Anna Grisebach             | Schwester                                |
| Anna-Lisa Waldemar | Stina Ekblad       | Marianne Groß              | Mutter                                   |
| Liv Waldemar       | Jessica Grabowsky  | Ilona Otto                 | Ehefrau von Oskar, Jugendliebe von Lasse |
| Cecilia Waldemar   | Saga Sarkola       | Marie Christin Morgenstern | Tochter von Oskar und Liv                |
| Kim Waldemar       | Molly Nutley       | Jodie Blank                | Tochter von Lasse                        |
| Manne Wahlstrom    | Torkel Petersson   | Axel Malzacher             | Jonnas Verlobter                         |
| Mikael Rosén       | Tobias Zilliacus   |                            | Jonnas Verehrer, Kaufinteressent         |
| Mildred Pahkinen   | Johanna Marigold   |                            | Nachbarin                                |
| Petra Andersson    | Tanja Lorentzon    |                            | Pastorin                                 |
| Beatrice Norling   | Jonna Järnefelt    |                            | Notarin von Anna-Lisa                    |
| Mauritz Waldemar   | Fredrik Hammar     |                            | Vater                                    |
| Konrad Waldemar    | Donald Högberg     |                            | Onkel                                    |
| Laura Nord         | Linda Zilliacus    | Svantje Wascher            | Polizistin                               |
| Wille Ek           | Samulia Vauramo    |                            | Dachdecker                               |
| Andrus             | Arnas Fedaravicius | Artur Weimann              | Schiffbrüchiger                          |
|                    | Kris Gummerus      |                            | Polizist                                 |

## Ausstrahlung
In Deutschland wurde die erste Staffel im Dezember 2015 auf ARTE ausgestrahlt. Ab 17. Oktober 2016 lief die 2. Staffel in Schweden, seit 12. Januar 2017 wird sie wiederum von ARTE in Deutschland ausgestrahlt. Die siebenteilige dritte Staffel feierte ihre Premiere in Schweden am 20. März 2020 auf Viaplay.

## Produktion
Die Serie wurde auf Barnens Ö in Roslagen, in Luleå, in Stockholm und auf Åland gedreht.

## Auszeichnungen
2014 wurde Joel Spira für seine Rolle als Oskar Waldemar für den schwedischen Filmpreis Kristallen in der Kategorie „Bester Schauspieler“ nominiert.